# Az elvarázsolt erdő
Az elvarázsolt erdő (eredeti cím horvátul: Čudesna šuma, angolul: The Elm-Chanted Forest) 1986-ban bemutatott jugoszláv–horvát–amerikai rajzfilm, amelyet Milan Blažeković rendezett. Az animációs játékfilm producere Doro Vlado Hreljanović és Carroll Rue. A forgatókönyvet Fred B. Sharkley írta, a zenéjét Dennis Leogrande szerezte. A mozifilm a Croatia Film és a Fantasy Forest Films forgalmazásában készült. Műfaja zenés fantasyfilm.
Horvátországban 1986. június 19-én mutatták be a mozikban. Amerikában 1989. január 4-én adták ki VHS-en, Magyarországon 1995. szeptember 10-én az MTV1-en vetítették le a televízióban. A magyar változatot 2002. október 23-án a Cinetel Kft. forgalmazásában adták ki DVD-n.
A rajzfilmnek 1990-re készült el a folytatása, a Varázskalap.
Ez volt Petrik József utolsó szinkronmunkája, amikor halála előtt 1995 augusztusában készült el a magyar szinkron.

## Szereplők
| Szereplő       | Eredeti hang       | Magyar hang                                         | Leírás |
| -------------- | ------------------ | --------------------------------------------------- | --- |
| Palettás Péter | Vili Matula        | Téri Sándor                                         | Egy festő és természetimádó, aki a bűvös szilfa varázserejével ért az állatok nyelvén.                           |
| Kaktusz király | Josip Bobi Marotti | Papp János                                          | Egy gonosz teremtmény, a szurka-piszka uralkodója, aki utálja Palettás Pétert és a hódokat.                      |
| Szamártövis    | Ivo Rogulja        | Petrik József                                       | Kaktusz király szégyenlős udvari varázslója, aki az elvarázsolt erdő lakóihoz szegődik.                          |
| Edgár          | Ljubo Kapor        | Hollósi Frigyes                                     | Egy hód, aki összebarátkozik Palettás Péterrel, és a mulatóban dolgozik az erdőben.                              |
| Buddy          | Emil Glad          | Szabó Ottó                                          | Egy barátságos erős medve, aki összebarátkozik Palettás Péterrel.                                                |
| Fifi           | Nada Rocco         | Papp Ágnes                                          | Egy elbűvölő nőstényróka, a természet szépe.                                                                     |
| Dó             | Sven Lasta         | Fekete Zoltán                                       | A három sün fiútestvér, Fá és Lá fiai.                                                                           |
| Ré             | Đurđa Ivezić       | Kiss Erika                                          | A három sün fiútestvér, Fá és Lá fiai.                                                                           |
| Mi             | Veronika Durbešić  | Kiss Erika                                          | A három sün fiútestvér, Fá és Lá fiai.                                                                           |
| Bogáncs báró   | Mladen Vasary      | Kassai Károly                                       | A híres nevezetes mesemondó bogáncs, aki a szél hátán járja az egész erdőt.                                      |
| Nepton király  | Drago Krča         | Buss Gyula                                          | A vizek királya, aki utálja, ha valaki meg zavarja az álmát, főleg a kaktusz király.                             |
| Szarvasgomba   | Adam Vedernjak     | Tarján Péter                                        | A gombák gazdája, aki gombává akarja változtatni Palettás Pétert.                                                |
| Tűzbogár       | N/A                | Berzsenyi Zoltán                                    | A tűzkobold, aki a barlangjában él, és nem szereti, ha ilyen szavakat hall valakitől, főleg a kaktusz királytól. |
| Csigabiga      | Sven Lasta         | Halmágyi Sándor (1. hang) Felföldi László (2. hang) | Egy lassú csiga, aki minden tud az elvarázsolt erdőről.                                                          |
| Vaksi          | Slavica Fila       | Mikula Sándor                                       | Egy vakond, aki nem lát a föld felett, de nagyon jól hall.                                                       |
| Varjú          | Lena Politeo       | Verebély Iván                                       | Kaktusz király hűséges madara, aki mindent tud Palettás Péterről.                                                |
| Gondolás gyík  | Richard Simonelli  | Czvetkó Sándor                                      | Egy olasz akcentussal beszélő sárga hüllő, aki Nepton király birodalmában lakik.                                 |

## Betétdalok
A dalbetétek szövegét Dennis Leogrande és Fred P. Sharkey írta
- Let Your Fur Down
- Underwater Lullaby
- Mushroom Power
- Time and Again
- Fifi dala (írója: Arsen Dedic)

## Televíziós megjelenések
TV-1 / M1, Duna TV 